# Kielce Piaski
Kielce Piaski – przystanek kolejowy w Kielcach, znajdujący się na północy miasta w dzielnicy Piaski, na linii Warszawa Zachodnia–Kraków Główny. Na stacji zatrzymują się wyłącznie pociągi osobowe relacji Kielce–Skarżysko-Kamienna. Przechodzenie pomiędzy peronami odbywa się chodnikiem pod wiaduktem przy ulicy Łódzkiej. Bezpośrednio do przystanku przylega od północy posterunek odgałęźny Piaski koło Kielc.

## Ruch pasażerski[1]
| Rok  | Wymiana pasażerska na dobę |
| ---- | -------------------------- |
| 2017 | 100-149                    |
| 2018 | 150-199                    |
| 2019 | 200-299                    |
| 2020 | 150-199                    |
| 2021 | 150-199                    |
| 2022 | 200-299                    |
| 2023 | 200-299                    |